# إشتفان هالاس
إشتفان هالاس (بالمجرية: Halász István) هو لاعب كرة قدم مجري في مركز الوسط، ولد في 12 أكتوبر 1951 في Rakamaz ‏ في المجر، وتوفي في 4 يونيو 2016. شارك مع منتخب المجر لكرة القدم. أما مع النوادي، فقد لعب مع نادي فاساس.

## وصلات خارجية
- إشتفان هالاس على موقع الاتحاد الدولي (مؤرشف)  (الإنجليزية)
- إشتفان هالاس على موقع قاعدة بيانات كرة القدم.إي يو (الإنجليزية)
- إشتفان هالاس على موقع ناشيونال فوتبول تيمز (الإنجليزية)